# نهائي كأس ملك إسبانيا 2015
نهائي كأس ملك إسبانيا 2015 هي مُباراة كرة قدم أقيمت في 30 مايو 2015 لتحديد الفائز بكأس الملك 2014–15، النسخة ال113 من كأس الملك منذُ إنشائه.
لُعبَت المُباراة بين أتلتيك بيلباو ونادي برشلونة على ملعب كامب نو. فاز برشلونة بالمباراة بنتيجة 3–1، ليُحقق بذلك اللقب 27 من كأس الملك. تقدم برشلونة في الشوط الأول ب2–0 من توقيع ليونيل ميسي ونيمار. قلّص بيلباو النتيجة بهدفٍ عن طريق إينياكي ويليامز، إلّا أن ميسي أحرز هدفًا آخر في وقت مُتأخر ليُأكد فوز فريقه، واختُير رجل المباراة. كان هذا هو اللقب الثاني من ثلاثية برشلونة، مع فوز الفريق بنهائي دوري أبطال أوروبا 2015 بعد أسبوع.
حصل هدف ميسي الأول في المُباراة على المركز الثاني في جائزة بوشكاش لأفضل هدف في العام. وتعرض نيمار لانتقاداتٍ بسبب استعراضه السريع في الدقائق الأخيرة من المباراة، إذ أعفى لويس إنريكي مُدرب برشلونة مهاجمه البرازيلي لأسبابٍ ثقافية. فرضت الحكومة غراماتٍ على الفريقين والاتحاد الملكي الإسباني لكرة القدم بسبب خروقات أمنية والسماح بمُظاهرات انفصالية في المباراة. عندما فاز برشلونة بالدوري الإسباني 2014–15، تأهل أتلتيك تلقائيًا لكأس السوبر الإسباني 2015 كممثل للكأس.

## المكان
قبل مباراة الإياب في نصف النهائي، طلب مجلس إدارة برشلونة إقامة المباراة النهائية على ملعب سانتياغو برنابيو، ملعب غريمهم ريال مدريد، إذ أنه أكبر ملعب في إسبانيا باستثناء ملعبهم كامب نو. في الوقت نفسه، وفقًا لصحيفة لا فانغارديا التي تتَّخذ من برشلونة مقرًا لها، فإن رئيس الاتحاد الملكي الإسباني لكرة القدم أنخيل ماريا فيلار، أراد المباراة النهائية على ملعب سان ماميس في بلباو. كان هذا القرار سيُعطي أتلتيك بيلباو ميزة على أرضه، ولكن كان من المُمكن أن يتعرض للطعن من قبل المتأهل للنهائي المُحتمل نادي إسبانيول، الذي تعرضت حافلة فريقه للتخريب في زيارتهم الأخيرة إلى هناك.
في 25 مارس، أكد الاتحاد الإسباني لكرة القدم أنَّ النهائي سيُعقدُ في ملعب برشلونة كامب نو. رفض ريال مدريد السماح بإقامة المباراة على ملعبهم، واختير الكامب نو في اجتماع الاتحاد الملكي الإسباني لكرة القدم قبل سان ماميس، مع إقصاء ملعب رامون سانشيز بيزخوان في إشبيلية وملعب ميستايا في بلنسية في جولة سابقة من التصويت.

## خلفية

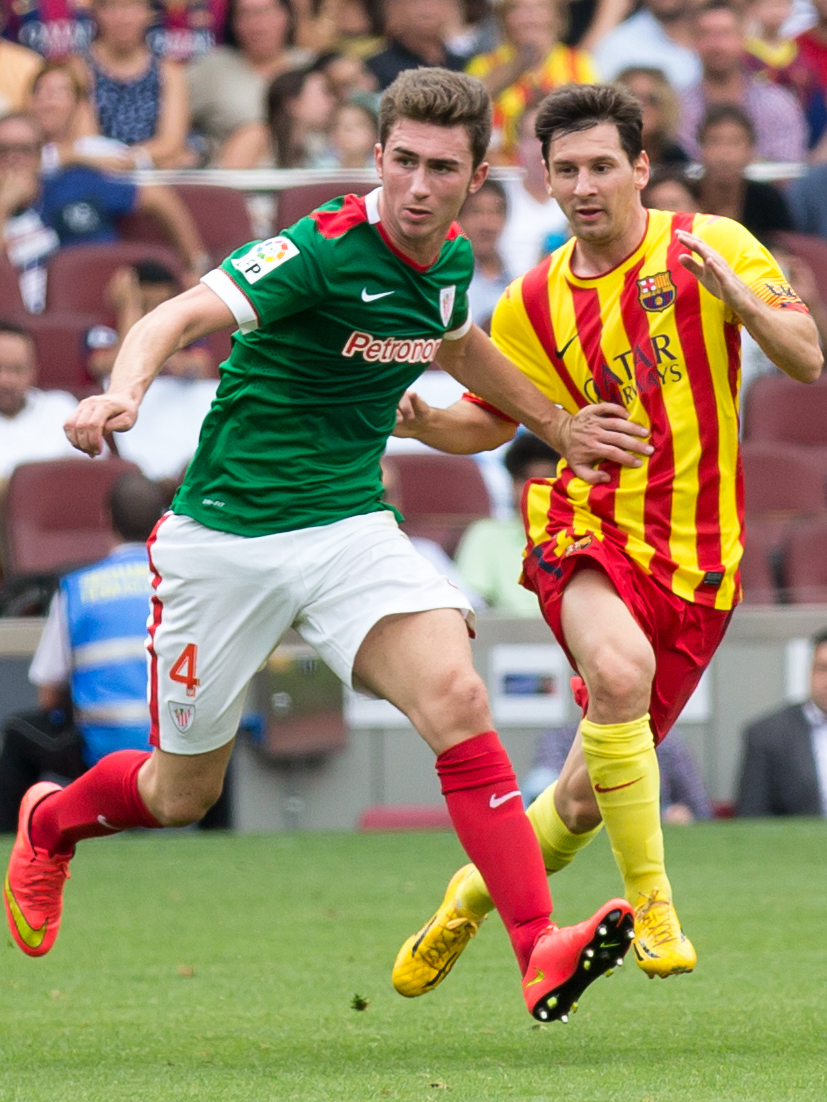
إيميرك لابورتي لاعب أتلتيك وليونيل ميسي لاعب برشلونة خلال مباراة في الدوري يوم 13 سبتمبر 2014.

سبق لنادي برشلونة أن لعب 36 نهائيًا لكأس الملك، وهو رقم قياسي لم يتفوق عليه سوى ريال مدريد برصيد 39. ومع ذلك، فيُعتبر نادي برشلونة الأكثر فوزًا بالكأس برصيد 26 مرة. كانَ آخر ظهور لنادي برشلونة في النهائي في نسخة العام السابق، حيث خسر ب1–2 أمام ريال مدريد في ميستايا في بلنسية، وكان آخر فوز له في 2012 على أتلتيك بيلباو ب3–0 على ملعب فيسنتي كالديرون في مدريد. كان نهائي 1963 النهائي الوحيد لنادي برشلونة في الكامب نو. كان آخر فريق لعب نهائي كأس ملك إسبانيا على أرضه هو ريال مدريد، الذي خسر في 2013 أمام أتلتيكو مدريد و2002 أمام ديبورتيفو لاكورونيا في ملعب سانتياغو برنابيو.
لعب أتلتيك بيلباو سابقًا في 35 نهائيًا، وفاز في 23 نهائي، فقط نادي برشلونة يتفوق عليه. كان آخر نهائي لأتلتيك في عام 2012، وكان آخر فوز له بالكأس في 1984 بنتيجة 1–0 أمام نادي برشلونة في البرنابيو.
تواجد نادي برشلونة وأتلتيك بيلباو في سبع نهائيات سابقة في كأس الملك. فاز برشلونة في 1920 و1942 و1953 و2009 و2012، وفاز أتليتيك بلباو عامي 1932 و1984.
التقى الفريقان مرتين في الدوري الإسباني 2014–15. في الدور الأول، في كامب نو يوم 13 سبتمبر 2014، فاز نادي برشلونة ب2–0 سجلهما نيمار في آخر 11 دقيقة من المباراة. في 8 فبراير 2015 على ملعب سان ماميس، فاز برشلونة بنتيجة 5–2. تقدَّم نادي برشلونة ب2–0 في الشوط الأول من توقيع ليونيل ميسي ولويس سواريز. وجاءت أربعة أهداف بين الدقيقتين 59 و66: سجل ميكيل ريكو لأتلتيك، وسجل زميله أوسكار دي ماركوس هدفًا في مرماه، وأحرز نيمار الهدف الرابع لبرشلونة وأريتز أدوريز الهدف الثاني لأتلتيك، وفي وقتٍ لاحق من المباراة، طُرد شابيير إتشيتا لأصحاب الأرض وسجل بيدرو الهدف الخامس للضيوف.
تعرَّضت المباراة النهائية للإيقاف بسبب الخلاف حول تقاسم عائدات التلفزيون بين الأندية الإسبانية، حيثُ كان من المقرر تعليق جميع مباريات كرة القدم في البلاد اعتبارًا من 16 مايو، لكن قبل يومين من التعليق المقصود، اعتبرت المحكمة العليا الإسبانية أنَّ هذا الإجراء غير قانوني، واستمر الموسم.

## الطريق إلى النهائي
| أتلتيك بيلباو | أتلتيك بيلباو | أتلتيك بيلباو    | الدور       | برشلونة       | برشلونة | برشلونة          |
| ------------- | ------------- | ---------------- | ----------- | ------------- | ------- | ---------------- |
| الخصم         | النتيجة       | د/خ              |             | الخصم         | النتيجة | د/خ              |
| ألكويانو      | 2–1           | 1–1 (خ)؛ 1–0 (د) | دور 32      | هويسكا        | 12–1    | 4–0 (خ)؛ 8–1 (د) |
| سيلتا فيغو    | 4–4           | 4–2 (خ)؛ 0–2 (د) | دور 16      | إلتشي         | 9–0     | 5–0 (د)؛ 4–0 (خ) |
| مالقا         | 1–0           | 0–0 (خ)؛ 1–0 (د) | ربع النهائي | أتلتيكو مدريد | 4–2     | 1–0 (خ)؛ 3–2 (د) |
| إسبانيول      | 3–1           | 1–1 (د)؛ 2–0 (خ) | نصف النهائي | فياريال       | 6–2     | 3–1 (د)؛ 3–1 (خ) |

مُلاحظة:
(د)=داخل الأرض؛ (خ)=خارج الأرض

### أتلتيك بيلباو

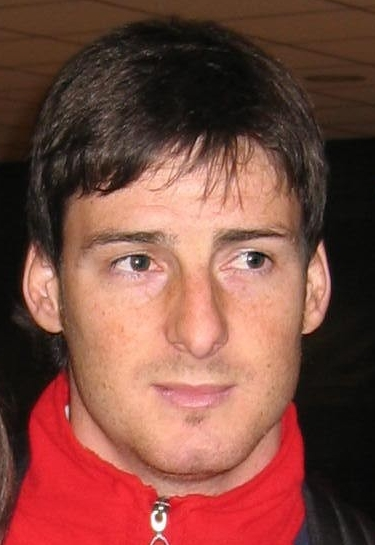
ساهمَ أريتز أدوريز بخمسة أهدافٍ في تأهل فريقه إلى النهائي.

أتلتيك بيلباو ينشطُ في الدوري الإسباني، لعب في دور ال32 ضد نادي ألكويانو الذي ينشط في الدوري الإسباني الدرجة الثانية ب. في مباراة الذهاب على ملعب إلكوياو في 2 ديسمبر 2014، تعادلوا 1–1. افتتح فرنسيس التسجيل لأصحاب الأرض بينما أدرك فيغيرا التعادل في الوقت الإضافي. بعد ستة عشر يومًا على ملعب سان ماميس، كانت تسديدة فيجيرا في الشوط الأول كافية للفوز بالمباراة.
في دور ال16، واجه النادي الباسكي سيلتا فيغو والذي ينشط أيضًا في الدوري الإسباني، وفاز في مُباراة الذهاب ب4–2 خارج أرضه على ملعب بالايدوس في 6 يناير 2015. تقدَّم المُدافع ميكل سان خوسيه لأتلتيك مُبكرًا، ثُم عادل اليخاندرو لوبيز لأصحاب الأرض بعدها بست دقائق، واستعاد أريتز أدوريز التقدم للضيوف مُجددًا بعد أربع دقائق. في الشوط الثاني، أدرك تشارلز التعادل مرة أخرى، لكن هدف ماركيل سوسايتا وركلة جزاء مُتأخرة من أدوريز منحت أتلتيك الفوز بالمُباراة. فاز سيلتا بمُباراة الإياب ب2–0 عبر هدف شابيير إتشيتا في مرماه وهدف آخر عن طريق فابيان أوريانا. لتتأهل أتلتيك بقاعدة الأهداف خارج الأرض.
بدأت أتلتيك ذهاب ربع النهائي في 21 يناير بالتعادل السلبي في ملعب لا روزاليدا ضد مالقا، ولكن بعد ثمانية أيام في مباراة الإياب، سجل أدوريز بعد ثلاث دقائق من بداية الشوط الثاني ليرسل فريقه إلى الدور نصف النهائي. وفي نصف النهائي تعادلت أتلتيك أمام إسبانيول ب1–1 على أرضه، تقدَّم أدوريز لبيلباو ثم تعادل فيكتور سانشيز لإسبانيول قبل عشر دقائق من نهاية الشوط الأول. في 4 مارس، في مباراة الإياب على ملعب كورنيلا إلبرات فاز أتلتيك ب2–0 ليصل إلى النهائي، سجل الأهداف أدوريز وإتشييتا في الشوط الأول.

### نادي برشلونة

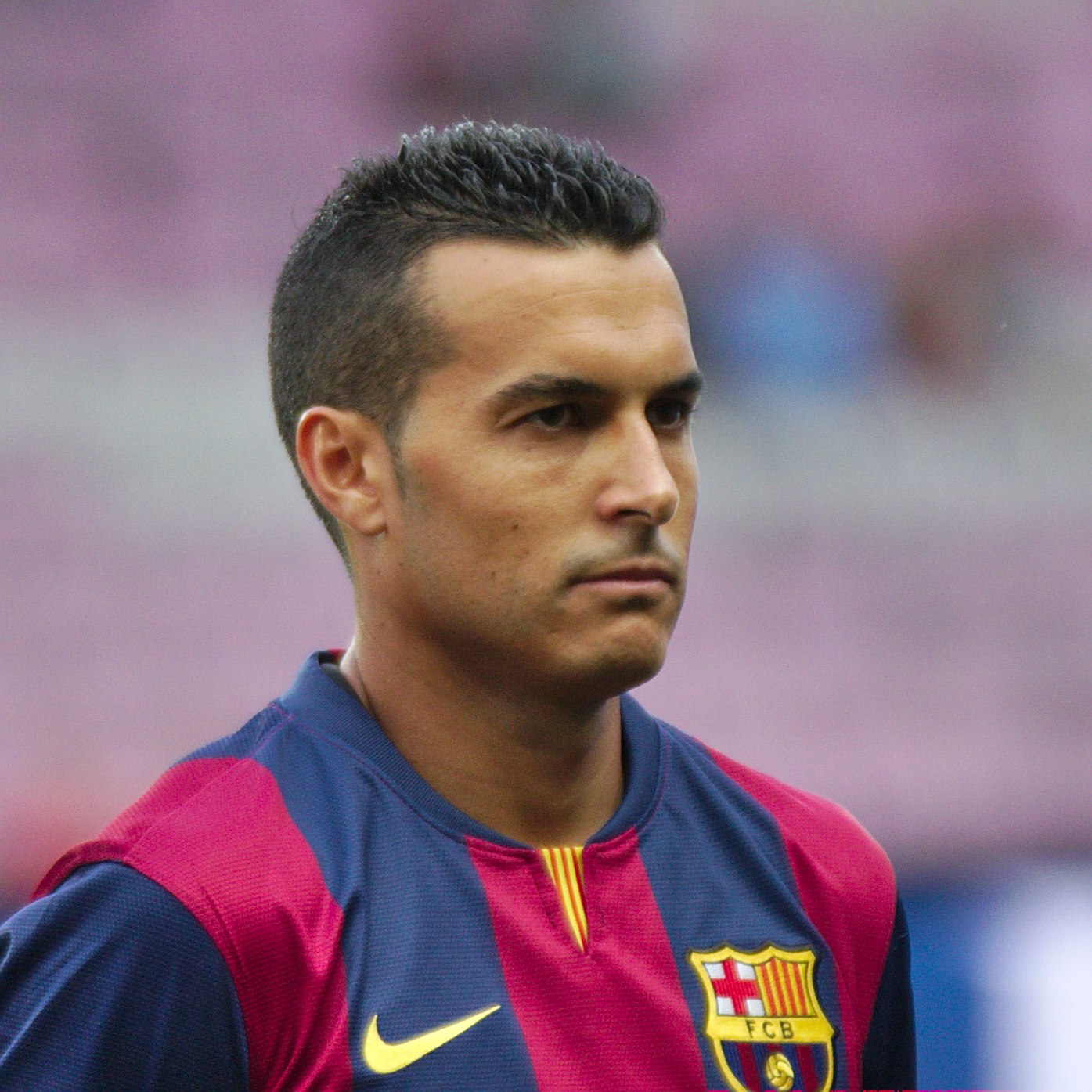
سجل بيدرو ثلاثة أهداف في فوز برشلونة ب8–1 على هويسكا في دور ال32.

بدأ نادي برشلونة، وهو أيضًا من الدوري الإسباني، البطولة في دور ال32 ضد نادي هويسكا الذي ينشط في الدوري الإسباني الدرجة الثانية ب. كانت مباراة الذهاب في أرغون في ملعب إل ألكوراز في 3 ديسمبر 2014، وفاز برشلونة 4–0 بأهداف إيفان راكيتيتش وأندريس إنييستا وبيدرو ورافينها. نظرًا لنتيجة الذهاب الكبيرة، أراح برشلونة اللاعبين الرئيسيين في مباراة الإياب لكنه ومع ذلك فاز ب8–1 بمجموع 12–1. سجل بيدرو ثلاثية من بين أهداف أخرى سجلها سيرجي روبيرتو وإنييستا ليتقدموا 5–0 في الشوط الأول، بينما أضاف أدريانو والبُدلاء أداما تراوري وساندرو راميريز الأهداف المُتبقية في الشوط الثاني. سجل كارلوس ديفيد هدفًا متأخرًا للزوار.
في دور ال16، واجه برشلونة نادي إلتشي، وفاز ب9–0 في مجموع المُباراتين. في مباراة الذهاب على ملعب كامب نو في 8 يناير 2015 فاز ب5–0، بهدفين من نيمار، وهدف لميسي من ركلة جزاء وهدف لكلٍ من لويس سواريز وجوردي ألبا. بعد أسبوع في ملعب مانويل مارتينيز فاليرو، هزم برشلونة نادي إلتشي ب4–0، بدءًا من ركلة حرة من المدافع جيريمي ماثيو متبوعة بتسديدة بعيدة المدى من سيرجي روبيرتو، وركلة جزاء من بيدرو وهدف في الوقت بدل الضائع عن طريق أدريانو.
في 21 يناير، استضافَ نادي برشلونة أتلتيكو مدريد في مباراة الذهاب من ربع النهائي، وهزمه 1–0. احتُسبت ركلة جزاء لسيرجيو بوسكيتس مما أدى إلى احتساب ركلة جزاء لبرشلونة في وقت مُتأخر. سددها ميسي وتصدى لها حارس أتلتيكو يان أوبلاك، لكن ميسي سجل الكرة المرتدة. بعد أسبوع على ملعب فيسنتي كالديرون، سجل فرناندو توريس هدف لأتلتيكو ليُعادل نتيجة برشلونة في الذهاب؛ في الدقيقة التاسعة، عادلَ نيمار لبرشلونة. عندما ارتكب خافيير ماسكيرانو خطأ على خوانفران، احتُسبت ركلة جزاء لأتلتيكو سجلها راؤول غارسيا، لكن برشلونة سجل هدفين آخرين في الشوط الأول عن طريق هدف ميراندا في مرماه وهدف آخر لنيمار ليفوز 4–2 في مجموع المباراتين. طُرد كابتن أتلتيكو جابي بين الشوطين بسبب الجدال مع الحكم، كما طُرد شريكه في خط الوسط ماريو سواريز في وقت لاحق.
استضاف برشلونة نادي فياريال في نصف النهائي يوم 11 فبراير، وهزمه ب3–1. خلال الدقائق الخمس الأولى من الشوط الثاني، تعادل مانو تريغيروس بتسديدة بعيدة المدى لكن إنييستا أعاد الأفضلية لبرشلونة، والتي مددها جيرارد بيكيه لاحقًا رغم إهدار نيمار لركلة جزاء. فازوا بنفس النتيجة مرة أخرى في مباراة الإياب على ملعب إل مادريغال في 4 مارس بهدفين من نيمار وهدف من سواريز، وذلك بعد أن أدرك لاعب برشلونة السابق جوناتان دوس سانتوس التعادل لفريقه.

## المباراة

### تفاصيل
| أتلتيك بيلباو       | 1–3   | نادي برشلونة                     |
| ------------------- | ----- | -------------------------------- |
| إينياكي ويليامز 79' | تقرير | ليونيل ميسي 20'، 74' · نيمار 36' |

| أتلتيك بيلباو | برشلونة |

| GK              | 13 | ياغو هيريرين     |         |     |
| RB              | 12 | أوناي بوستينزا   |         |     |
| CB              | 16 | شابيير إتشيتا    |         |     |
| CB              | 4  | إيميرك لابورتي   |         |     |
| LB              | 24 | ميكيل بالنزياغا  | 58'     |     |
| CM              | 6  | ميكل سان خوسيه   |         |     |
| CM              | 7  | بينيات إتشيباريا |         | 75' |
| RW              | 15 | أندوني إيراولا   | (c) 43' | 58' |
| AM              | 17 | ميكيل ريكو       |         | 74' |
| LW              | 30 | إينياكي ويليامز  | 67'     |     |
| CF              | 20 | أريتز أدوريز     |         |     |
| البدلاء:        |    |                  |         |     |
| GK              | 1  | غوركا إيرايزوز   |         |     |
| MF              | 8  | أندير إيتوراسبي  | 87'     | 74' |
| FW              | 9  | إنريكي سولا      |         |     |
| MF              | 11 | إيباي غوميز      |         | 75' |
| MF              | 14 | ماركيل سوسايتا   |         | 58' |
| DF              | 18 | كارلوس غوربيغي   |         |     |
| MF              | 23 | أخير أكيتشي      |         |     |
| المدير الفني:   |    |                  |         |     |
| إرنستو فالفيردي |    |                  |         |     |

| GK            | 1  | مارك أندريه تير شتيغن |     |     |
| RB            | 22 | داني ألفيس            |     |     |
| CB            | 3  | جيرارد بيكيه          | 42' |     |
| CB            | 14 | خافيير ماسكيرانو      |     |     |
| LB            | 18 | جوردي ألبا            |     | 77' |
| CM            | 4  | إيفان راكيتيتش        |     |     |
| CM            | 5  | سيرجيو بوسكيتس        | 90' |     |
| CM            | 8  | أندريس إنييستا        | (c) | 56' |
| RW            | 10 | ليونيل ميسي           |     |     |
| CF            | 9  | لويس سواريز           |     | 78' |
| LW            | 11 | نيمار                 | 88' |     |
| البدلاء:      |    |                       |     |     |
| GK            | 13 | كلاوديو برافو         |     |     |
| MF            | 6  | تشافي هيرنانديز       |     | 56' |
| FW            | 7  | بيدرو رودريغز         |     | 78' |
| MF            | 12 | رافينيا ألكانتارا     |     |     |
| DF            | 15 | مارك بارترا           |     |     |
| DF            | 21 | أدريانو كوريا         |     |     |
| DF            | 24 | جيريمي ماثيو          |     | 77' |
| المدير الفني: |    |                       |     |     |
| لويس إنريكي   |    |                       |     |     |

### بعد المباراة
كان سلوك نيمار الذي تحايلَ بالكرة في الدقائق الأخيرة من المُباراة، نقطةَ نقاشٍ بعد المباراة. وانتقدَ خصمه إيراولا نيمار، قائلًا إنَّ أفعاله كانت غير رياضية، بينما قال لويس إنريكي مدرب برشلونة إن تصرفات نيمار شائعة في البرازيل، ورغم الاستياء منها في إسبانيا، فيتعين تغييرها. لكن نيمار نفسه لم يعتذر وقال إنه سيُكرر سلوكه في المستقبل.
في يوليو 2015، فرضَ مجلس الرياضة الإسباني غراماتٍ على كلا الناديين والاتحاد الملكي الإسباني لكرة القدم، حيث اعتُبرت الكيانات الثلاثة أنها لم تتَّخذ الإجراءات الكافية ضد الانتهاكات الأمنية والاحتجاجات المُخططة لمؤيدي الانفصاليين في الباسك وكتلونيا الذين سخروا من النشيد الوطني الإسباني والملك فيليب السادس. وحُكم على برشلونة بغرامة مالية قدرها 66 ألف يورو، وأتلتيك 18 ألف يورو، والاتحاد الملكي الإسباني لكرة القدم 123 ألف يورو. وزعمت برشلونة أن الغرامات كانت بمثابة عقوبة لحرية التعبير.
رُشّح الهدف الأول لليونيل ميسي لجائزة بوشكاش في كرة الفيفا الذهبية 2015، احتل الهدف المركز الثاني بعد هدف وينديل ليرا الذي لصالح نادي غويانيسيا في الدوري البرازيلي الدرجة الثالثة.
كان برشلونة قد فاز بالفعل بالدوري الإسباني، واختتم ثلاثيته بعد أسبوع من حصوله على الكأس، بفوزه على يوفنتوس في نهائي دوري أبطال أوروبا 2015 في برلين. أصبح برشلونة أول فريق أوروبي يفوز بالدوري الوطني والكأس الوطنية والدوري القاري في موسم واحد في مناسبتين منفصلتين. عندما فاز برشلونة بالبطولتين المحليتين، كان أتلتيك هو خصم برشلونة في كأس السوبر الإسباني 2015، حيث هَزم برشلونة ب5–1 في مجموع المُباراتين ليحقق أول لقب له مُنذ ثنائية 1983–84.